# Orquestra Simfònica de Radiotelevisió Espanyola

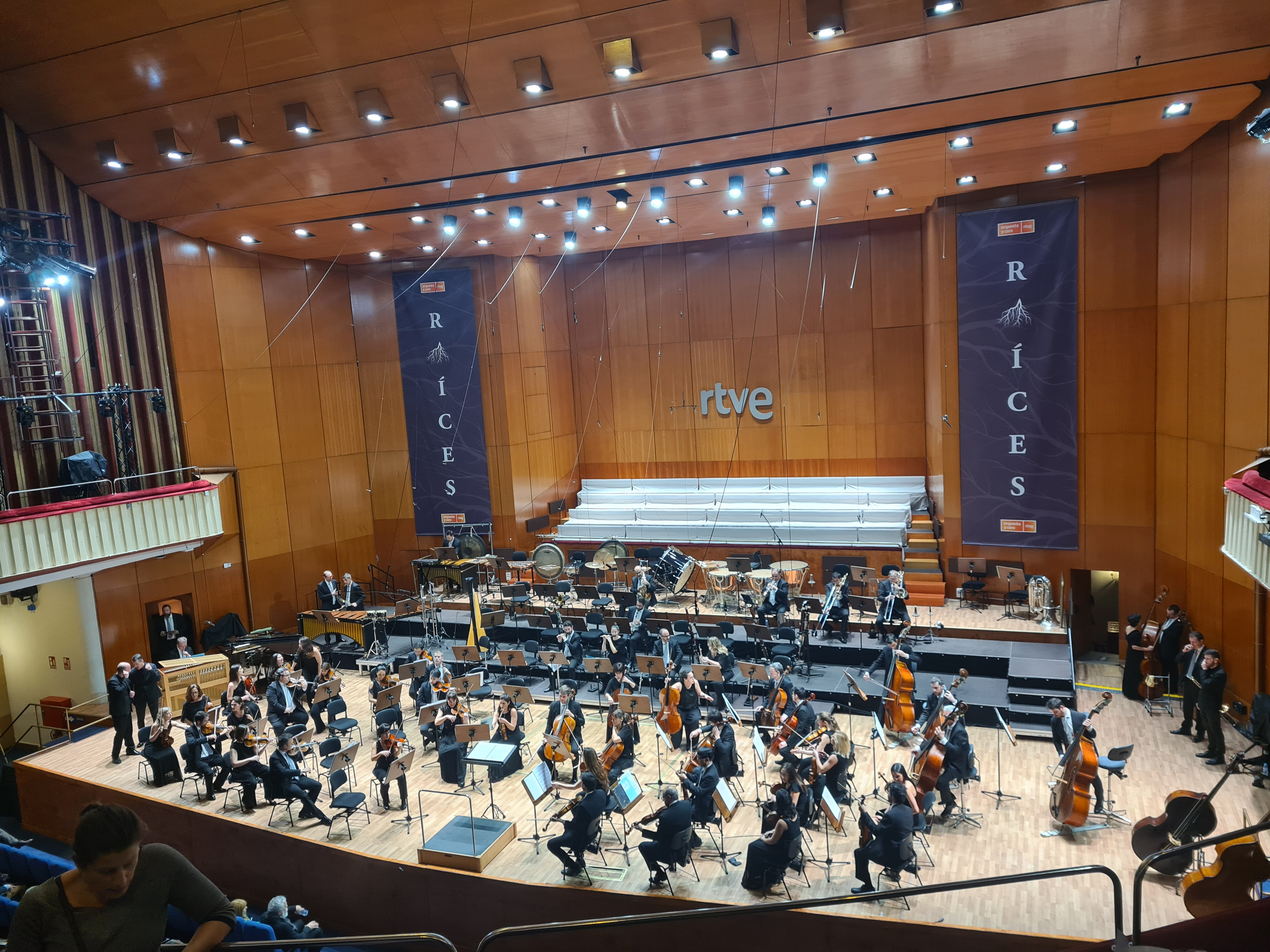
Orquestra Simfònica de Radiotelevisió Espanyola

L'Orquestra Simfònica de RTVE o Orquestra Simfònica de Radiotelevisió Espanyola és una orquestra espanyola creada per Corporació de Radio i Televisió Espanyola. El 27 de maig de 1965 neix com una de les orquestres més joves de la ràdio i televisió europees. Es va presentar oficialment en el Teatro de la Zarzuela de Madrid al costat del seu director fundador, Igor Markevitch, amb un programa que incloïa obres de Prokófiev, Wagner, Falla i Beethoven. El 8 de juny va tenir lloc la presentació oficial a Barcelona en el Liceu de Barcelona amb obres Rossini, Wagner, Falla i Brahms.
La seva seu oficial és el Teatro Monumental de Madrid.

## Directors

### Directors musicals
- Igor Markevitch (1965)
- Antoni Ros-Marbà (1965–1966)
- Enrique García Asensio (1966–1984)
- Odón Alonso (1968–1984)
- Miguel Ángel Gómez Martínez (1984–1987)
- Arpad Joó (1988–1990)
- Sergiu Comissiona (1990–1998)
- Enrique García Asensio (1998–2001)
- Adrian Leaper (2001–2011)
- Carlos Kalmar (2011-2016)
- Miguel Ángel Gómez Martínez (2016-2019)
- Pablo González Bernardo (2019-)

### Principals directors convidats
- Miguel Ángel Gómez Martínez
- Antoni Ros-Marbà (1988–1991)
- David Shallon (1997–1998?)